# Podnoszenie ciężarów na Letnich Igrzyskach Olimpijskich 2016 – waga do 77 kg mężczyzn
Rywalizacja w wadze do 77 kg mężczyzn w podnoszeniu ciężarów na Letnich Igrzyskach Olimpijskich 2016 została rozegrana 10 sierpnia na obiekcie Riocentro.
Do zawodów zgłoszonych zostało 14 zawodników.

## Terminarz
Wszystkie godziny podane są w czasie brazylijskim (UTC-03:00) oraz polskim (CEST).
| Data             | Godzina rozpoczęcia | Godzina rozpoczęcia |         |
| Data             | UTC-03:00           | CEST                |         |
| ---------------- | ------------------- | ------------------- | ------- |
| 10 sierpnia 2016 | 10:00               | 15:00               | Grupa B |
| 10 sierpnia 2016 | 19:00               | 00:00               | Grupa A |

## Rekordy
Przed rozpoczęciem zawodów aktualny rekord świata i rekord olimpijski był następujący:
| WR | Rwanie  | Lü Xiaojun           | 176 kg | Wrocław  | 24 października 2013 |
| WR | Podrzut | Ołeg Pieriepieczonow | 210 kg | Trenczyn | 27 kwietnia 2001     |
| WR | Suma    | Lü Xiaojun           | 380 kg | Wrocław  | 24 października 2013 |
| OR | Rwanie  | Lü Xiaojun           | 175 kg | Londyn   | 1 sierpnia 2012      |
| OR | Podrzut | Zhan Xugang          | 207 kg | Sydney   | 22 września 2000     |
| OR | Suma    | Lü Xiaojun           | 379 kg | Londyn   | 1 sierpnia 2012      |

## Wyniki
| Pozycja | Grupa | Zawodnik             | Reprezentacja  | Waga  | Rwanie | Rwanie | Rwanie | Podrzut | Podrzut | Podrzut | Wynik | Uwagi |
| Pozycja | Grupa | Zawodnik             | Reprezentacja  | Waga  | 1      | 2      | 3      | 1       | 2       | 3       | Wynik | Uwagi |
| ------- | ----- | -------------------- | -------------- | ----- | ------ | ------ | ------ | ------- | ------- | ------- | ----- | ----- |
| złoto   | A     | Nicat Rəhimov        | Kazachstan     | 76,19 | 160    | 160    | 168    | 202     | 214     | -       | 379   | [ 2 ] |
| srebro  | A     | Lü Xiaojun           | Chiny          | 76,83 | 170    | 175    | 177    | 197     | 197     | 202     | 379   | [ 3 ] |
| brąz    | A     | Mohamed Ihab         | Egipt          | 76,69 | 160    | 165    | 168    | 196     | 196     | 203     | 361   | [ 4 ] |
| 4.      | A     | Chatuphum Chinnawong | Tajlandia      | 76,52 | 160    | 165    | 165    | 191     | 191     | 191     | 356   |       |
| 5.      | A     | Alexandru Șpac       | Mołdawia       | 76,52 | 150    | 155    | 158    | 185     | 190     | 192     | 347   |       |
| 6.      | B     | Andres Caicedo       | Kolumbia       | 76,26 | 150    | 150    | 155    | 191     | 197     | 197     | 346   |       |
| 7.      | B     | Andrés Mata          | Hiszpania      | 76,32 | 145    | 150    | 153    | 185     | 190     | 190     | 343   |       |
| 8.      | A     | Choe Jon-wi          | Korea Północna | 76,54 | 153    | 157    | 158    | 184     | 190     | 194     | 343   |       |
| 9.      | A     | Ibrahim Abdelbaki    | Egipt          | 76,90 | 147    | 152    | 152    | 186     | 186     | 192     | 338   |       |
| 10.     | B     | Nico Müller          | Niemcy         | 76,70 | 145    | 149    | 151    | 177     | 181     | 185     | 332   |       |
| 11.     | B     | Sathish Sivalingam   | Indie          | 76,96 | 143    | 148    | 153    | 176     | 181     | 186     | 329   |       |
| 12.     | B     | Deni                 | Indonezja      | 69,38 | 140    | 146    | 149    | 172     | 177     | 181     | 323   |       |
| -       | A     | Andranik Karapetjan  | Armenia        | 76,75 | 170    | 174    | 176    | 195     | 195     | -       | DNF   | [ 5 ] |
| -       | B     | Dumitru Captari      | Rumunia        | 76,68 | 145    | 150    | 150    | -       | -       | -       | DNF   |       |